# Putoniella gracilis
Putoniella gracilis är en tvåvingeart som beskrevs av Gagne 1992. Putoniella gracilis ingår i släktet Putoniella och familjen gallmyggor. Inga underarter finns listade i Catalogue of Life.